# FTC (企業)
FTC株式会社（エフティ―シー）は、岐阜県大垣市笠木町に本拠を置き、質屋及びリユースショップ「かんてい局」の運営及び、質屋及びリユースショップの「かんてい局」・「リサイクルマート」の全国チェーン展開、IT関連コンピュータソフト・ハードの開発・販売を行う企業。全国加盟店は230店舗。

## 概要
同社が運営、フランチャイズ展開するのは、従来の「質屋」のイメージを覆す、新形態の質屋・リユースショップで、岐阜県、愛知県を中心に全国に直営店・フランチャイズ店を展開。日本初の質屋のフランチャイズである。「敷居を低くして査定は高く」をコンセプトとし、「質屋」は人目が気になるという意見があることから、明るいイメージで気軽に入りやすい店構えの店舗づくりや、スタッフの服装をスーツで統一したり、商品の高級感を演出するよう工夫し配置するなどしている。同店では「店頭買取」「出張買取」「宅配買取」の3つの買取サービスを行うほか、宅配買取では、事前のメール査定も実施する。また、YouTubeチャンネルも配信する。
「質屋かんてい局」は岩手から沖縄まで67店舗展開。品物を担保に融資を行う「質業務」以外に、店頭やEＣサイトでの「商品販売」、「商品買取」を行う。店舗の形態は、売場面積100坪越の大型ロードサイド店舗から、ドライブスルー併設店舗、また深夜営業店舗など利便性を追求した店舗を全国展開。高級ブランド品の10万円ガチャを導入している店舗もある。
総合リユースショップ及び買取専門店であるである「リサイクルマート」は北海道から沖縄まで全体で163店舗を展開。ブランド品、ジュエリーに限らず家電、家具、雑貨、工具、釣り具、酒までと幅広い取り扱い品目が「リサイクルマート」チェーンの特徴となっている。店舗形態は、売り場面積300坪を越える大型店から、近年は大手商業施設内へ小型の買取専門店の出店までバラエティに富む。
リユース経済新聞のリユース企業　成長率ランキング2023（2022年度版）では、12位にランキングされた。
ホンジャマカの 恵俊彰と広告宣伝出演契約を結んでいる。2022年2月には、やのひろみが質屋かんてい局（愛媛）イメージキャラクターに就任。コラボCMを制作。

## CSR
環境省が推奨する、「funtoshare/Fun to Share」気候変動キャンペーン低炭素社会推進プロジェクトに賛同。「次の時代を見据えたリユース事業で、低炭素社会へ」をテーマに、より良い未来を後世に残すための取り組みを行う。「清流の国ぎふ」SDGs推進ネットワーク会員」に認定される。

## 沿革
- 1982年 - 11月、事務機卸販売・ソフトウェアー開発専門 一枝システム株式会社設立。
- 1983年 - 7月、レコードレンタル1号店「インサウンド羽島」（直営）オープン。
- 1985年 - 12月、「インサウンド」FCチェーン20店舗に。
- 1986年 - 7月、ビデオレンタル店「ビデオワールド大垣店」（直営）オープン。FC展開開始。
- 1988年 - 8月、D.P.Eショップ「ピカイチ大垣本店」（直営）オープン。FC展開開始。
- 1989年 - 7月、新本社ビル完成。移転と同時に「FTCプロジェクト株式会社」に社名変更。
- 1990年
  - 3月、ビデオレンタルFCチェーン店100店舗に。
  - 6月、ファミコン専門店「ファミコンジャングル」（直営）オープン。
- 1992年 - 3月、FTCウインズ株式会社設立。グループ2社体制となる。
- 1995年 - 11月、「質屋かんてい局茜部店」（直営）オープン。
- 1996年 - 12月、「デジタルピカイチ」（直営）オープン。

- 1997年 

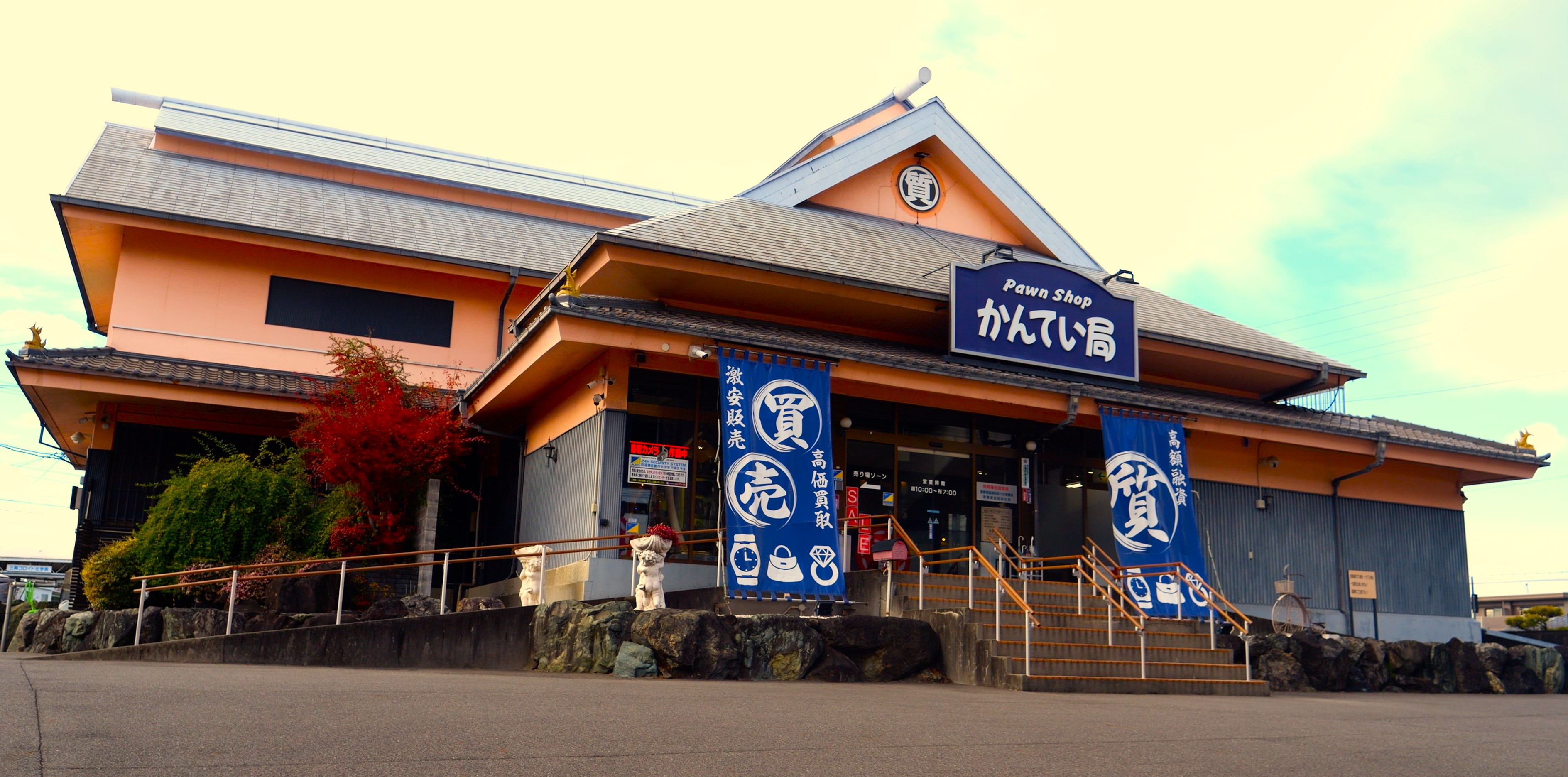
1997年オープンンの「質屋かんてい局北名古屋店」

  - 8月、写真屋ピカイチFCチェーン100店舗達成。
  - 11月、「質屋かんてい局北名古屋店」（直営）オープン。
- 1998年 - 11月、「質屋かんてい局細畑店」（直営）オープン。
- 2000年 - 12月、写真屋ピカイチFCチェーン200店舗達成。
- 2001年 
  - 1月、「質屋かんてい局春日井店」（直営）オープン。
  - 3月、「総合リユースショップ リサイクルマート瑞穂店」（直営）オープン。SC展開開始。
- 2004年 - 9月、FTCプロジェクト株式会社よりFTC株式会社へ社名変更。
- 2008年
  - 1月、質屋かんてい局SC展開開始。
  - 8月、「買取専門店PIKA1+　大垣本店」（直営）オープン。
- 2009年
  - 4月、リサイクルマートチェーン100店舗達成。
  - 9月、買取専門店リサイクルマートSC展開開始。
- 2012年 - 1月、買取専門リサイクルマートチェーン20店舗達成。
- 2014年 - 1月、質屋かんてい局チェーン20店舗達成。
- 2015年 - 12月、買取専門リサイクルマートチェーン40店舗達成。
- 2016年 - 2月、「質屋かんてい局小牧店」（直営）オープン。
- 2017年 - 12月、買取専門リサイクルマートチェーン60店舗達成。
- 2018年 - 9月、質屋かんてい局チェーン40店舗達成。
- 2020年 - 1月、「買取専門かんてい局大垣店」（直営）オープン。
- 2021年 - 9月、買取専門店かんてい局SC展開開始。
- 2022年 - 1月、FTCオークション事業開始。
- 2023年 - 11月、質屋かんてい局チェーン60店舗達成。

出典

## 創業者
創業者・安藤良一は、1953年、岐阜県生まれ。父は公務員。中央学院大学卒業後、事務機器商社に入社。 1982年に独立した後、レコードやビデオ、ファミコンソフトなどのレンタル、DPEなどのフランチャイズ事業を展開。1995年には「質屋かんてい局」を立ち上げてリユースビジネスを開始。
会社勤めの頃に上司から激しいいじめに遭い、独立後は銀行が融資をしてくれなかった。大垣市でビデオレンタル店を始めた頃には、オープン半年で商品の盗難に遭い、信頼していた部下を社長にしたところ信頼を踏みにじられる経験もする。しかし、本当の楽しさは自分の外にあるのではなく、自分の中にあると考え、「今」が楽しいと思えることが本当に人間らしい生き方であるとの考えで乗り切った。様々な負の経験も、上司のいじめのお陰で独立でき、ビデオ窃盗犯も2階の売れ筋であるアダルトビデオに手を付けなかったため、売上は落ちず、部下に裏切られたおかげで再び社長として会社経営の楽しさを味わうことができた。何より、銀行がお金を貸してくれなかったおかげで、当社は今も無借金経営なのです、と語っている。
好きな言葉はロシアの作家ゴーリキーの「仕事が楽しみなら人生は極楽だ。仕事が義務なら人生は地獄だ」という言葉で、それを書いたメモを自宅の壁に貼っている。かつては自分の目標は「家族を幸せにすること」であったが、ある日、それが自分の義務だと感じる自分を見つけショックを受ける。以来、「まず自分が仕事を楽しむ」ことを優先させ、それが最終的には家族と周囲の人々を幸せにするという考えに至る。一番楽しいのは、誰も手掛けていないビジネスを考え、軌道に乗せることであった。ピカイチというDPEショップは全国230店舗をフランチャイズ展開するに至る。41歳で「質屋かんてい局」を手掛けたのは、当時、質屋のFCビジネスは誰も行っていなかったためであった。ある時、知人から「年商15億円の会社」を買わないかという話が持ち込まれたが、お金儲けのためではなく自分で新しいビジネスを起こして楽しむのが自分の目標だと、断ったという。
著書に『仕事が楽しければ、人生は極楽だ-7つのフランチャイズ・チェーンを成功させた社長の必勝哲学』がある。趣味は世界の秘境めぐり、ゴルフ、スイミング。

## メディア出演

### テレビ
- 2024年3月7日 北陸朝日放送公式チャンネル「不要なものがお宝に!?質屋かんてい局金沢福久店」[12]
- 2024年5月9日 名古屋テレビ『ふらわんBOX』
- 2024年6月24日 中京テレビニュース「【定点観測】 質店の買い取り　うそっ！？思わずのけぞる査定額　かんてい局北名古屋店」[13]
- 2024年7月5日 テレビ愛知『キン・ドーニチ』
- 2024年7月17日 CBCテレビ『チャント!』
- 2024年9月3日 中京テレビ『キャッチ!』
- 2024年9月11日 名古屋テレビ『Digった!』
- 2024年9月17日  CBCテレビ『ふらわんBOX』

その他。以上